# Сен-Макс (кантон)
Сен-Макс (фр. Saint-Max) — кантон во Франции, находится в регионе Лотарингия. Департамент кантона — Мёрт и Мозель. Входит в состав округа Нанси. Население кантона на 2011 год составляло 18 879 человек.				
Код INSEE кантона 5435. Всего в кантон Сен-Макс входят 3 коммуны, из них главной коммуной является Сен-Макс.

## Коммуны кантона
| Коммуна       | Население | Почтовый индекс | Код INSEE |
| ------------- | --------- | --------------- | --------- |
| Доммартемон   | 630       | 54130           | 54165     |
| Эссе-ле-Нанси | 7 310     | 54270           | 54184     |
| Сен-Макс      | 10 939    | 54130           | 54482     |